# 21-й Миссисипский пехотный полк
21-й миссисипский пехотный полк (англ. 21st Mississippi Infantry Regiment) — представлял собой один из миссисипских пехотных полков армии Конфедерации во время Гражданской войны в США. Полк прошёл многие сражения гражданской войны на востоке от Семидневной битвы до капитуляции при Аппоматтоксе, а также несколько сражений на западе, сражаясь при Чикамоге и под Чаттанугой.

## Формирование
21-й миссисипский был сформирован из рот A, B, C, D и E, присланных из штата Миссисипи к вирджинскому Манассасу осенью 1861 года. Эти роты были сведены в 1-й миссисипский батальон, а капитан Уильям Брендон стал майором и командиром батальона. 21 сентября к батальону присоединили роту капитана Грина и роту капитана Дадли. Роты свели в полк, который возглавил полковник Бенжамин Хэмфриз.
Роты полка были набраны в основном в округах Уоррен, Хиндс, Клейборн, Лафайет, Таллахатчи, Мэдисон, Холмс и Юнион.

## Боевой путь

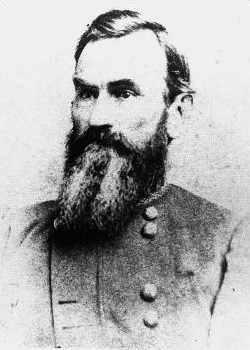
Полковник Бенжамин Хемфрис

Осенью полк был включён в 7-ю бригаду армии Борегара вместе с 13-м, 17-м и 18-м миссисипскими полками. 9 ноября он был послан к Лисбергу, где бригаду возглавил генерал Ричард Гриффит. 9 марта 1862 года бригаду отвели к Рапидану, а 7 апреля отправили на вирджинский полуостров и разместили около Йорктауна.
Полк не был активно задействован в сражении при Севен-Пайнс, хотя понёс некоторые потери. Во время Семидневной битвы бригаде было приказано преследовать противника вдоль железной дороги Йорк-Ривер, и 29 июня она попала под артиллерийский обстрел, в ходе которого погиб генерал Гриффин и бригаду возглавил Уильям Барксдейл. 1 июля полк участвовал в сражении при Малверн-Хилл, где ему пришлось строиться под огнём пешей и морской артиллерии; майор Муди был ранен в это время. Вечером полк участвовал в атаке федеральных позиций, во время которой был тяжело ранен подполковник Брендон и командование полком принял капитан Брукс. Полк потерял 23 человека убитыми и 83 ранеными в этом бою. Всего в ходе Семидневной битвы было потеряно 32 убитыми и 119 ранеными.
Бригада Барксдейла не участвовала в Северовирджинской кампании, но была задействована в Мерилендской: она перешла Потомак у Лисберга, пришла во Фредерик, а затем, вместе со всей дивизией Мак-Лоуза, была направлена для участия в осаде Харперс-Ферри. В ходе осады полк участвовал в штурме Мерилендских высот 12 — 13 сентября. Он не участвовал в сражении в Южных горах 14 сентября, а 15 сентября был переброшен к Шарпсбергу, и прибыл туда утром 17 сентября, когда уже началось сражение при Энтитеме. К началу сражения полк насчитывал 200 человек и им командовал капитан Джон Симмс. Полк был задействован в финальной атаке дивизии Мак-Лоуза на северном участке поля боя, где потерял 3 человек убитыми и 56 ранеными.
18 ноября бригада была направлена во Фредериксберг. Когда 11 декабря началось сражение при Фредериксберге, 21-й Миссисипский был развернут в стрелковую цепь на берегу реки Раппаханок и ан целый день задержал переправу федеральной армии, ведя огонь по строителям понтонных мостов. Правое крыло полка (Рота «А» лейтенанта Уолкотта, Рота «С» лейтенанта Ленгофилда, Рота «Н» лейтенанта Брайана, рота «F» капитана Фицджеральда и рота «G» капитана Дадли) под общим командованием майора Муди заняла позиции и с 04:00 до полудня держалась под жесточайшим огнём федеральных батарей. Лейтенант Брайан погиб в это время. Остальные роты, под командованием полковника Хемфриса, находились в городе и прикрывали 17-й миссисипский полк. Когда федеральной армии удалось перейти реку, завязался бой в самом Фредериксберге. Капитан Грин был убит в этих боях. Остальным ротам удалось продержаться до семи часов вечера. В боях под Фредериксбергом полк потерял 8 человек убитыми, 25 ранеными и 13 пленными.
…
28 октября 1863 года подполковник Муди получил звание полковника и возглавил полк.